# St George Lowther (4e comte de Lonsdale)
St George Henry Lowther, 4e comte de Lonsdale (4 octobre 1855 - 8 février 1882) est un noble britannique, le fils aîné de Henry Lowther (3e comte de Lonsdale) et Emily Caulfeild. De 1872 à son accession au comté en 1876, il est appelé vicomte Lowther.

## Biographie
Il épouse Constance Gwladys Herbert (en), troisième fille de l'homme d'État victorien Sidney Herbert (1er baron Herbert de Lea) et sœur de deux comtes de Pembroke, le 6 juillet 1878. Ils ont une fille:
- (Gladys Mary) Juliet Lowther (9 avril 1881 - 23 septembre 1965), épouse Robert Duff, 2e baronnet (décédé en 1914) le 9 juin 1903; épouse Keith Trevor le 12 juin 1919, divorcé de 1926. Elle a un fils, Michael Duff, 3e baronnet de Vaynol, et une fille Victoria de son premier mariage[2].

Son cheval de course "Pelerinage" remporte les Mille Guinées et les Deux Mille Guinées en 1878. Il souffre d'une maladie, éventuellement exacerbée par l'alcoolisme, et meurt relativement jeune en 1882. Son frère cadet, Hugh, lui succède comme comte.